# Gudla Muddenahalli, Devanahalli
Gudla Muddenahalli là một làng thuộc tehsil Devanahalli, huyện Bangalore Rural, bang Karnataka, Ấn Độ.